# Dualtone Records
Dualtone Records es una compañía discográfica independiente especializada en el folk, música americana, country alternativo y indie rock fundado en 2001 por Robinson y Dan Herrington. Alternative Distribution Alliance, es la subsidiaria encargada de distrubuirlos.

## Artistas de Dualtone Records
| - David Ball - Norman Blake - Bobby Bare - Jeff Black - BR5-49 - Janette and Joe Carter - June Carter Cash - Guy Clark | - Cowboy Jack Clement - Colour Revolt - Roger Creager - The Deep Vibration - Brett Dennen - Deryl Dodd - Hayseed Dixie - Radney Foster - John Francis - Tony Furtado | - Rosco Gordon - Daniel Johnston - Mary Karlzen - Jim Lauderdale - Mike Mangione & The Union - John Arthur Martinez - McBride & the Ride - The Nitty Gritty Dirt Band - Mark Olson | - Carey Ott - Peasall Sisters - Robinella - Charlie Robison - Silos - Darden Smith - Victoria Williams - Chely Wright | - Warren Zanes |